# Sentinelle dorée
Macronyx aurantiigula
Espèce
Statut de conservation UICN

LC : Préoccupation mineure
La Sentinelle dorée (Macronyx aurantiigula) est une espèce de passereaux de la famille des Motacillidae.
Son aire s'étend à travers la savanne aride d'Afrique orientale : du sud de la Somalie au nord de la Tanzanie.